# Гендрік Крамерс
Гендрік Антоні Крамерс (нід. Hendrik Anthony Kramers; 17 грудня 1894, Роттердам — 24 квітня 1952, Угстгест) — нідерландський фізик-теоретик та громадський діяч. Член Нідерландської королівської академії наук.

## Життєпис
Крамерс народився в Роттердамі в родині лікаря. З дитинства захоплювався фізикою та математикою, а також літературою, володів хорошим музичним слухом, грав на віолончелі. Після закінчення школи Крамерс протягом 1911-1912 вивчав латинську та грецьку мови, щоб вступити до університету. За рік він зміг освоїти їх і у вересні 1912 поступив у Лейденський університет, де відвідував лекції Гендріка Лоренца та знамениті семінари Пауля Еренфеста. Еренфест не бачив у Крамерса задатків вченого, і тому в 1916, після здобуття магістерського ступеня, той став учителем у школі в Арнемі. Крамерс, однак, як і раніше, хотів стати дослідником і в серпні 1916 написав Нільсу Бору. Бор запросив молодого голландця в Копенгаген і незабаром зробив його своїм першим асистентом. У 1917 Крамерс заручився з данкою Анною Петерсен (на прізвисько Буря), весілля відбулося 25 жовтня 1920. Згодом у них народилося три дочки та син.
1 травня 1919 Крамерс захистив у Лейдені докторську дисертацію, присвячену питанням теорії спектрів, і отримав посаду наукового співробітника в Інституті теоретичної фізики в Копенгагені, де продовжував працювати до 1926 і фактично був «заступником Бора». У 1925 Крамерсу було запропоновано зайняти місце професора в Утрехтскому університеті та керівника кафедри теоретичної фізики, і 15 лютого 1926 він вступив на посаду (в Копенгагені його місце зайняв Вернер Гейзенберг). З 1931 був також позаштатним професором у Делфтському технологічному інституті. Після смерті Еренфеста зайняв його посаду в Лейденському університеті (1934). У 1930-ті деякий час був редактором літературного журналу, писав та перекладав нідерландською мовою вірші, був експертом з творчості Шекспіра.
15 травня 1940 голландські війська капітулювали перед нацистськими арміями. Почалися переслідування євреїв, в результаті протестів проти яких у листопаді 1940 було закрито Лейденський університет. У 1941 євреям заборонили обіймати посади в некомерційних організаціях, в тому числі в Академії наук. Крамерса разом з чотирма іншими членами-неєвреями покинув Академію на знак протесту. Вимушений шукати інші джерела існування, він став консультантом крупної нафтової компанії «Shell».
З 30 липня по 4 серпня 1945 брав участь як науковий радник в американо-англо-голландських переговорах, що проходили в Лондоні, в результаті яких США та Велика Британія отримали ексклюзивне право на придбання торієвої руди (монациту), що видобувається в Голландської Ост-Індії. У січні 1946 Крамерса було обрано головою Науково-технічного комітету Комісії з атомної енергії Організація Об'єднаних Націй в Нью-Йорку; ця комісія припинила свою діяльність в травні 1948 через розгорання «холодної війни». Будучи в Америці, викладав у Колумбійському (1946) та Принстонському університетах (1947). У 1946-50 Крамерс обіймав посаду президента Міжнародного союзу чистої та прикладної фізики (IUPAP), брав активну участь у створенні Голландського фонду фундаментальних досліджень матерії, Інституту ядерних досліджень в Амстердамі, Голландсько-норвезького проекту з дослідження ядерної енергії в К'єллері (1951), виступив з пропозицією про розміщення CERNу в Данії.
З 1929 по 1952 під керівництвом Крамерса було захищено 27 докторських дисертацій.
Крамерс пережив геморагічний інсульт в серпні 1947. У квітні 1952 у нього виявили карциному; після видалення легені трапився правобічний параліч. Помер у результаті інфекції в легенях.

## Наукова діяльність
Наукові праці Крамерса присвячені атомній фізиці, квантовій механіці, фізиці твердого тіла, фізики низьких температур, фізичної оптики, кінетичної теорії газів. У 1920 розробив теорію спектру атома водню у зовнішньому електричному полі (ефект Штарка), ґрунтуючись на Борівському принципі відповідності. Важливе значення для становлення квантової механіки мали його роботи з теорії атома гелію (1916-1922), в яких було показано, що квантування класичних орбіт призводить до занижених значень енергії зв'язку. Задача атома гелію була розв'язана лише в 1926, після побудови квантової механіки.
В 1923 вперше застосував квантову теорію до неперервних спектрів. У 1921 розглянув задачу про розсіяння фотона на електроні (яка згодом стала відомою як комптонівське розсіювання), однак в результаті дискусій з Бором ця ідея була відкинута. Замість цього в 1924 спільно з Нільсом Бором та Джоном Слетером запропонував гіпотезу, що в елементарних процесах енергія та імпульс зберігаються не точно, а лише статистично, проте незабаром була доведена помилковість цієї думки. У тому ж році Крамерс передбачив існування негативної дисперсії, що дозволило отримати повну формулу дисперсії світла з урахуванням комбінаційного розсіювання (формула Крамерса — Гейзенберга). Ця робота стала найважливішим методологічним кроком на шляху до матричної механіки, побудованої Вернером Гейзенбергом у липні 1925.
Зробив внесок у створення математичного формалізму квантової механіки. У 1926 незалежно від Леона Бріллюена та Грегора Вентцеля розвинув метод розв'язку одновимірного рівняння Шредінгера в рамках так званого квазікласичних наближення, що дозволив встановити відповідність з правилами квантування Бора — Зоммерфельда в старій квантової теорії (наближення Вентцеля — Крамерса — Брілюена, або квазікласичне наближення).
У 1927 незалежно від Ральфа Кроніга отримав дисперсійні співвідношення класичної електродинаміки, що зв'язують дійсну та уявну частини поляризації або показника заломлення (співвідношення Крамерса — Кроніґа). У 1929 сформулював так звану теорему Крамерса в теорії магнетизму. У 1930 розробив математичний формалізм для опису мультиплетної структури атомних спектрів.
Надалі Крамерс брав участь у створенні теорії обмінної взаємодії і ввів механізм надобміну (1934), розвинув теорію дірок Дірака (1937), запропонував ідею зарядового спряження як загальної властивості ферміонів, вказав на проблему віднімання нескінченностей в квантовій електродинаміці (1948).

## Нагороди
- Медаль Лоренца (1948)
- Медаль Г'юза від Лондонського королівського товариства (1951)
- Почесний доктор університетів Осло, Лунда, Стокгольма та Парижа

## Вшанування пам'яті
У 1970 році Міжнародний астрономічний союз присвоїв ім'я Гендріка Крамерса кратеру на зворотному боці Місяця.

## Публікації
- Крамерс Г. А., Гольст Х. Строение атома и теория Бора. — М.-Л. : Госиздат, 1926. — 156 с.
- Kramers H. A. Collected Scientific Papers. — Amsterdam : North-Holland, 1956.